# Sanjay's Super Team
Sanjay's Super Team (Sanjay Super Equipa (título em Portugal) ou Os Heróis de Sanjay (título no Brasil)) é um filme em animação estadunidense de 2015 dirigido por Sanjay Patel e produzido por Nicole Paradis Grindle. Em uma parceria da Pixar Animation Studios e do Walt Disney Pictures, foi apresentado originalmente em 15 de junho de 2015 no festival de cinema de animação de Annecy e, foi novamente reproduzido, em 25 de novembro de 2015 com o longa The Good Dinosaur. Ele foi indicado ao Oscar de melhor curta-metragem de animação em 2016.